# Рунку Салвеј (Бистрица-Насауд)
Рунку Салвеј (рум. Runcu Salvei) насеље је у Румунији у округу Бистрица-Насауд у општини Рунку Салвеј. Oпштина се налази на надморској висини од 405 m.

## Становништво
Према подацима из 2002. године у насељу је живело 1430 становника, од којих су сви румунске националности.